# شمارش معکوس (فیلم ۲۰۱۶)
شمارش معکوس (انگلیسی: Countdown) یک فیلم اکشن آمریکایی با بازی دولف زیگلر و کاترین ایزابل به کارگردانی جان استاکول می‌باشد.

## داستان
هنگامی که یک مرد دیوانه یک پسربچه را می‌دزدد ، مامور پلیسی به نام رِی فیتزپاتریک که فرزندش را از دست داده است برای نجات پسربچه دست به کار می‌شود…